# アナ・ベアトリス・シャガス
アナ・ベアトリス・フランシスコ・ダス・シャガス（Ana Beatriz Francisco das Chagas、女性、1971年10月18日 - ）は、ブラジルの元バレーボール選手。現役時代のポジションはオポジット。元ブラジル代表。

## 来歴
- クラブチーム

リオデジャネイロ出身。1994年、Sollo/Tietê E.C.へ入団。1995/96シーズンのブラジル・スーパーリーガで3位、南米クラブ選手権で優勝した。1996/97シーズンはOsasco Voleibol Clubeでプレーした。1997/98シーズンはEC Pinheirosでプレーし、リーグ4位となった。1998/99シーズンはUnG/Sportvilleへ移籍し、リーグ4位、ブラジルスーパーカップ3位となった。1999/00シーズンはC.R.Flamengo/Petrobrasでプレーした。2000/01シーズンはGerdau/Minasへ加入し、ブラジル・スーパーリーガで3位となった。2001/02シーズンはMacaé Sportsでプレーした。2002年から再びOsasco Voleibol Clubeへ移籍。2002/03シーズンのブラジル・スーパーリーガで優勝し、自身はMVPとベストスパイカー賞を受賞した。2003/04、2004/05シーズンのブラジル・スーパーリーガも優勝に貢献し、3連覇を果たした。2005/06シーズンはリーグで準優勝だった。2006/07シーズンはトルコリーグのフェネルバフチェに移籍し、トルコリーグ準優勝、自身はベストスパイカー賞を受賞した。2007/08シーズンはスペインリーグのClub15-15でプレーし、リーグで準優勝となった。2008/09シーズンはブラジル・スーパーリーガのMackenzie ECでプレーし現役を引退した。
- 代表チーム

1997年、ブラジル代表に初選出され、同年の南米選手権に出場し金メダルを獲得した。2003年に代表復帰し、同年11月ワールドカップで銀メダルを獲得した。2004年、ワールドグランプリで金メダルを獲得した。同年のアテネ五輪に出場した。

## 球歴
- オリンピック - 2004年
- ワールドカップ - 2003年
- ワールドグランプリ - 2004年
- 南米選手権 - 1997年

## 受賞歴
- 2003年　2002/03ブラジル・スーパーリーガ　MVP、ベストスパイカー賞
- 2007年　2006/07トルコ1部リーグ　ベストスパイカー賞

## 所属クラブ
- Sollo/Tietê E.C.（1994-1996年）
- Osasco Voleibol Clube（1996-1997年）
- EC Pinheiros（1997-1998年）
- UnG/Sportville（1998-1999年）
- C.R.Flamengo/Petrobras（1999-2000年）
- Gerdau/Minas（2000-2001年）
- Macaé Sports（2001-2002年）
- Osasco Voleibol Clube（2002-2006年）
- フェネルバフチェ（2006-2007年）
- Club 15-15（2007-2008年）
- Mackenzie EC（2008-2009年）